# اليوم الدولي للتعليم
اليوم الدولي للتعليم هو مناسبة سنوية تقام في 24 كانون الثاني / يناير من كل عام للاحتفال بالتعليم. حيث أعلنت الجمعية العامة للأمم المتحدة في 3 كانون الأول / ديسمبر بموجب القرار 73/25 اعتبار 24 كانون الثاني / يناير كيوم دولي للتعليم للتأكيد على دوره الأساسي في بناء المجتمعات وتحقيق أهداف التنمية المستدامة.